# Menjagrà bec d'argent
El menjagrà bec d'argent (Sporophila crassirostris) és un ocell de la família dels tràupids (Thraupidae).

## Hàbitat i distribució
Habita matolls i arbusts en zones pantanoses, límit de la selva pluvial, terres de conreu i sabanes de les terres baixes de l'oest, nord i est de Colòmbia, nord-oest de l'Equador, Veneçuela, Trinitat, Guianas i nord del Brasil. Nord-est del Perú.